# ورزشگاه المپیک آتن
ورزشگاه المپیک آتن (به یونانی: Ολυμπιακό Στάδιο "Σπύρος Λούης") ورزشگاهی در شهر آتن است. که بخشی از مجموعه ورزشی المپیک آتن محسوب می‌شود.
این ورزشگاه در سال ۱۹۷۹ میلادی شروع به ساخته شده و در سال ۱۹۸۲ ساخت آن به پایان رسیده‌است و ظرفیت آن هم‌اکنون ۷۵٬۰۰۰ نفر است.
ورزشگاه المپیک آتن میزبان بازی‌های المپیک تابستانی ۲۰۰۴، سه فینال لیگ قهرمانان اروپا و یک فینال جام در جام اروپا بوده‌است، همچنین بازی‌های خانگی تیم‌های آ.ا. ک آتن و پاناتینایکوس در این ورزشگاه انجام می‌شود.

## نگارخانه

مشعل بازی‌های المپیک تابستانی ۲۰۰۴ در مراسم افتتاحیه
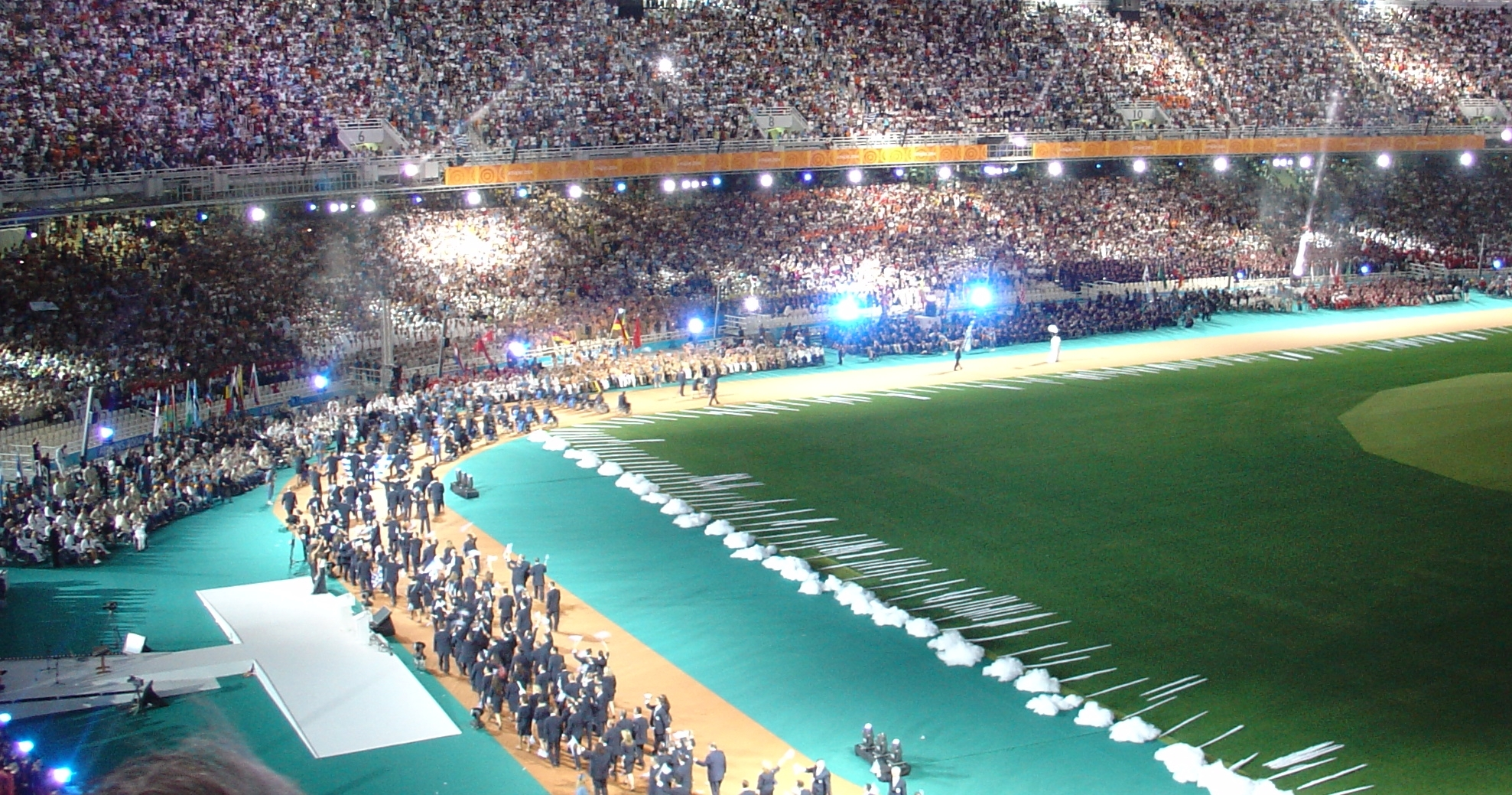
افتتاحیه بازی‌های پارالمپیک